# Липницзе
Липницзе (нем. Liepnitzsee) — озеро в озёрном крае Вандлицер, расположено в восьми километрах к северу от границы города Берлин в районе города Бернау, недалеко от Берлина и коммуны Вандлиц; является одним из самых чистых озёр в Бранденбурге. Озеро заполняет вильчатую туннельную долину, которая располагается на моренной возвышенности Барним. Наибольшую протяжённость озеро достигает в направлении восток—запад.

## Озеро

### Происхождение, местоположение и этимология

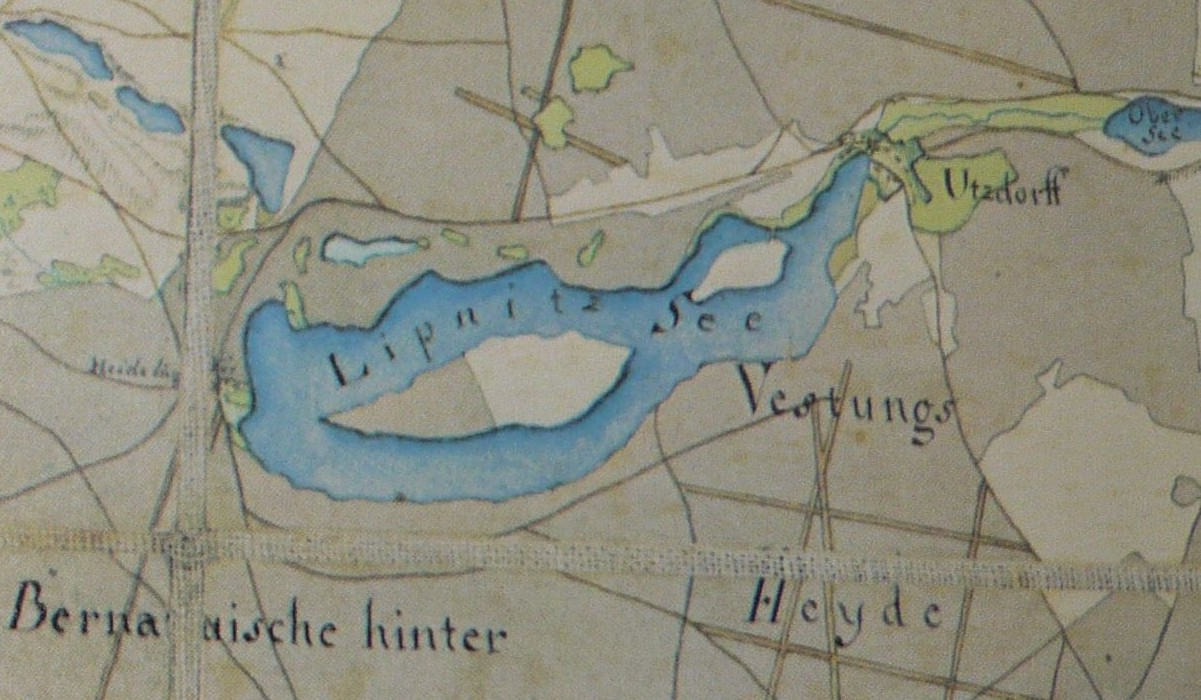
Липницзе на карте 1774 года

Озеро образовалось после Вислинского оледенения и находится в почти тридцатиметровом жёлобе, окружённым конечной мореной.
Ещё в XVIII веке оно было выше и шире в северо-восточной части, где в изгибе также находился небольшой остров Кляйне-Вердер. В XIX веке здесь началось заиливание, что привело к исчезновению острова, который на сегодняшний день связан сухопутными коридорами с побережьем. Исчезновение острова привело к образованию на западе от Липницзе нового озера Зехен близ деревни Ицдорф.
Название Липницзе происходит от славянского слова «липа», и означает «Липовое озеро»; оно было дано ему в то время, когда здесь жили племена славян. Из названия можно сделать вывод о том, что тогда в прибрежных районах на севере и востоке от озера росли в основном липы.

### Природа озера и его окрестностей
Чистая вода Липницзе с видимостью до пяти метров является местом обитания различных видов рыб, таких как угорь, щука, плотва, сиг, а также раков и водоплавающих птиц, таких как поганки, утки, лебеди, лысухи и цапли. Для сохранения местной флоры и фауны на озере запрещено использование паромов и моторных лодок на дизельном топливе.
Главный приток Липницзе находится на северо-западе. От заболоченных лугов на юге и востоке к озеру также тянутся несколько притоков. Вода течёт из Липницзе через небольшой поток в Ицдорфе в озеро Оберзе, а из него в озеро Хелльзе в Ланке. Через последнее Липницзе связано с рекой Хелльмюлер-Флисс в Бизентале, которая, в свою очередь, впадает в реку Фино. Это устанавливает соединение Липницзе, через Альто-Фино, с каналом Фино у деревни Финофурт. Между озёрами Липницзе и Вандлицер-Зе проходит Нордзейско-Остзейский водораздел. В отличие от Вандлицер-Зе, воды которого текут через Хафель и Эльбу в Северное море, воды Липницзе текут через Одер в Балтийское море.

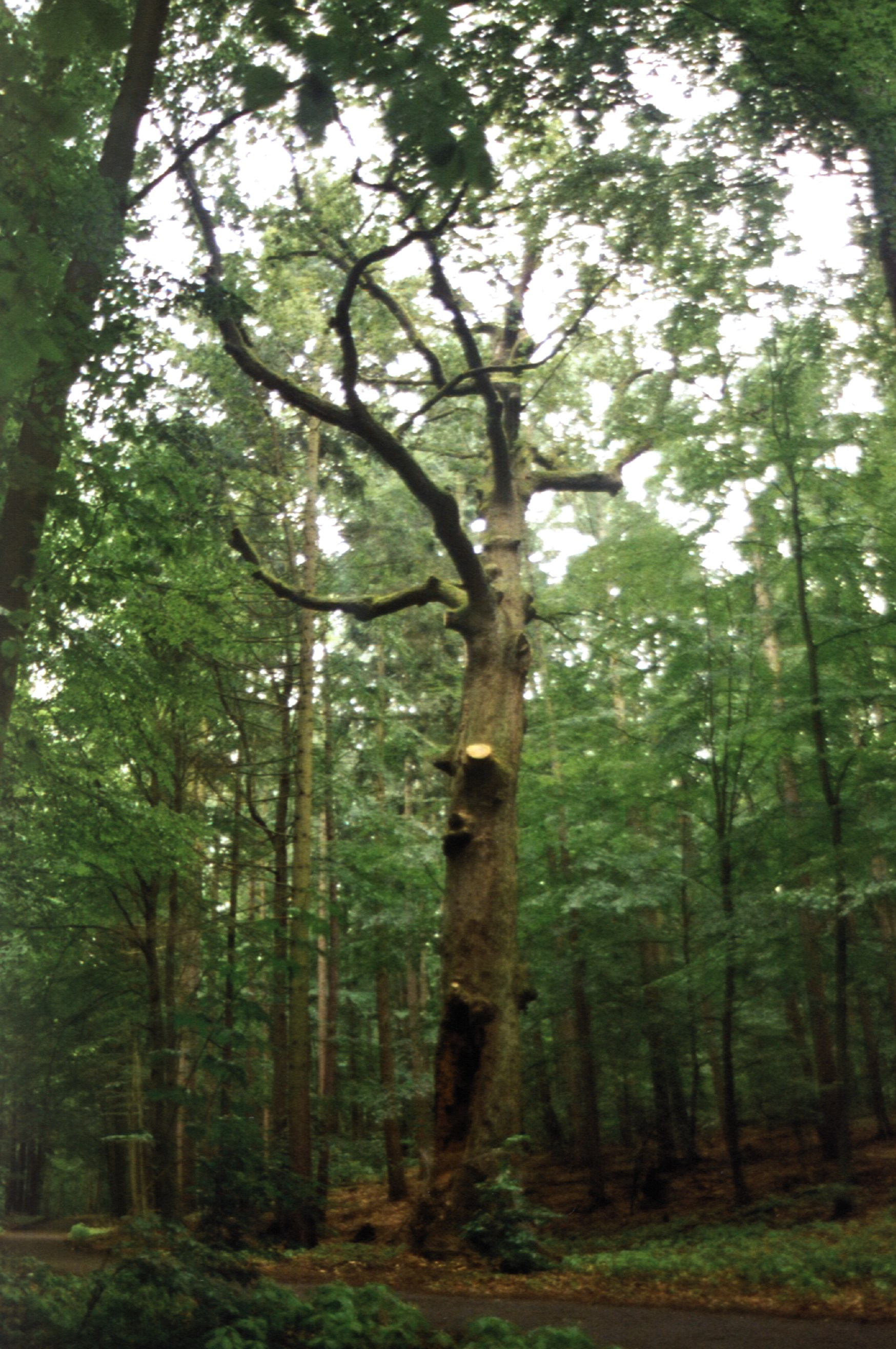
Охраняемый дуб у Липницзе с диаметром ствола в 3,7 метров в 2009 году

До активной деятельности человека озеро окружал густой смешанный лес, в котором росли бук европейский, дуб скальный, сосна и ольха. Уже в средние века вырубка леса привела к исчезновению некоторых видов местной флоры. Облесение проводилось в основном соснами, что привело к заиливанию Липницзе и образованию на обмелении лугов.
Некоторые местные лиственницы, берёзы и дубы были посажены в средние века. Самый старый дуб, обнаруженный в XX веке, был взят под охрану. В 2010 году внутри дерева образовалась полость, из-за чего появилась опасность его падения. По этой причине в начале 2011 года его срубили.
На холмах конечной морены вокруг озера в 1960-х годах проложили лесную дорогу, которую часто использует велосипедисты. Длина окружной дороги составляет 8 километров, причём у Ицдорфа она проходит по территории, возникшей после исчезновения острова Кляйне-Вердер. Вокруг Липницзе по побережью имеется тропа, которая прерывается в северной части на участке с восстановленным в 1995 году природным ландшафтом.
Ныне озеро окружает смешанный лес, в котором растут сосна, бук, дуб, ольха и ель; последняя встречается редко. Около 1980 года здесь была построена природная тропа, которая к 2010 году почти исчезла из-за отсутствия должного за ней ухода.
Территория леса вокруг озера в зонировании города Бернау включена в природоохранный список Европейского Союза под номером DE 3246—303 FFH и названием «Буковые леса на Липницзе», как территория с типичными буковыми лесами, торфяниками, эвтрофными озёрами, переходными болотами и зыбунами.

## Остров
Остров Гроссер-Вердер имеет территорию в 34 гектара. На остров можно попасть по сезонному парому, посадка на который осуществляется на востоке и западе от деревни Ицдорф. Транспортное средство курирует администрация Вандлица, но права собственности на него с 19 октября 1914 года принадлежат городу Берлину, который приобрёл их за почти 20 000 золотых марок у графов Редернов.

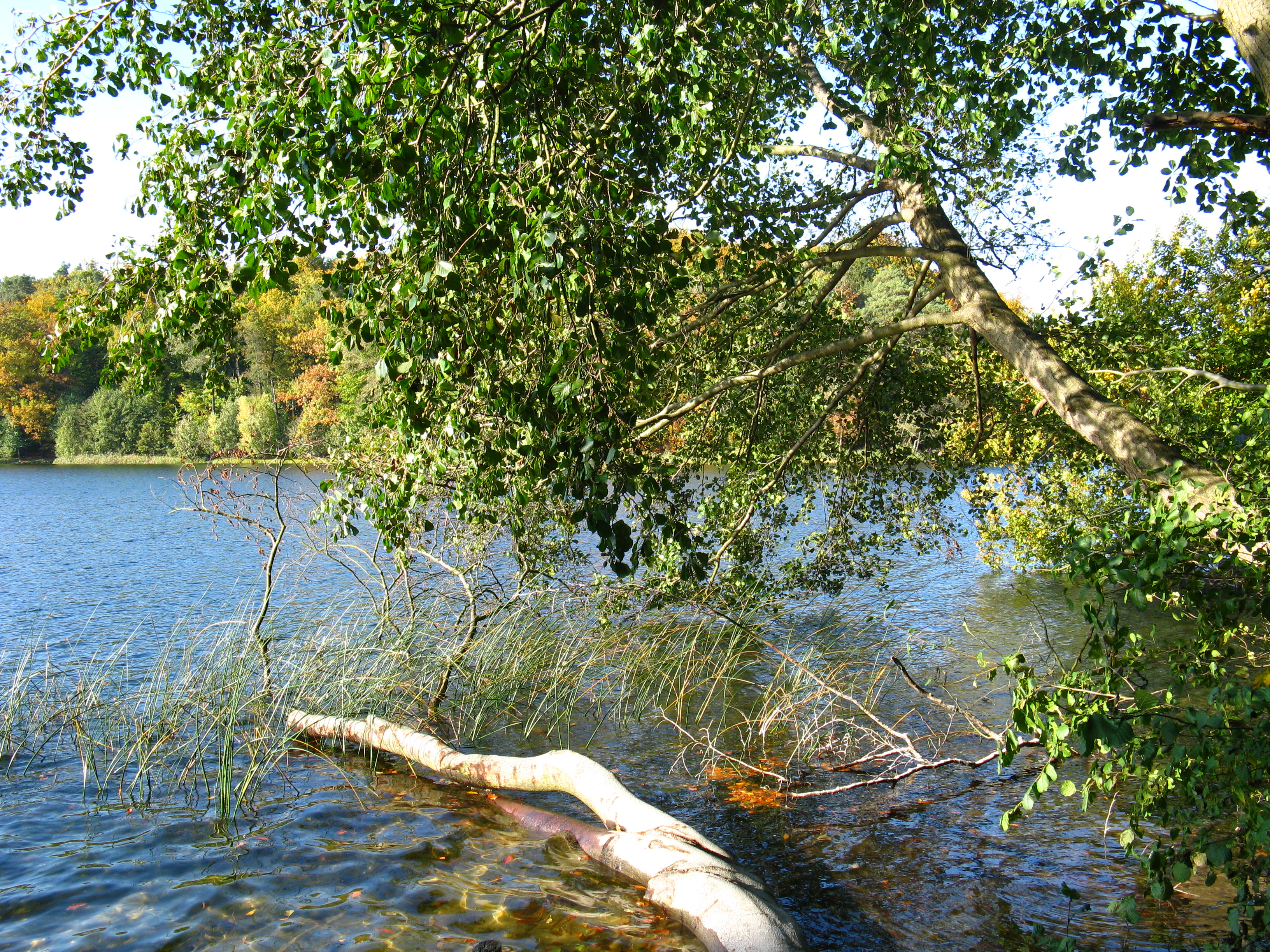
Побережье острова Гроссер-Вердер в 2009 году

На острове имеется палаточный лагерь (в 1990 году в нём было 250 мест), который постоянно расширяется. С 1920-х годов здесь также размещаются кемпинги. Продукты питания для отдыхающих производятся на северной оконечности острова на хуторе XVIII века его владельцами — семьёй Николаусов. Здание бунгало «Убежище островитянина» (нем. Insulaner-Klause) ранее использовалось как склад и речной гараж для парома. В доме по соседству в летнее время года живёт паромщик с семьёй. После объединения Германии в 1990 году дальнейшая эксплуатация кемпингов столкнулась со значительными проблемами, так, как при их использовании нарушался ряд федеральных законов ФРГ. В это время с острова исчезли медицинский пункт, прачечная, ночное освещение дорог, был закрыт доступ для специализированных машин. Обеспокоенная общественность образовала группу «Общество кемпингов Липницзе» (ICL), зарегистрированную под номером VR 03/90 в окружном суде Бернау. Дав обещание исправить ситуацию, в 2000 году общество получило десять лет на восстановление туристических структур на острове. За эти годы ситуация улучшилась. На Гроссер-Вердере теперь развитая инфраструктура, действует сезонный палаточный лагерь, регулярно вывозится мусор. На юге острова есть дикий песчаный пляж, который пользуется популярностью у туристов. На пляже, вместе с отдыхающими в плавательных костюмах, свободно загорают нудисты.
Самая высокая точка на острове находится в 73 метрах над уровнем моря. Обнаруженные на Гроссер-Вердере каменные резцы, каменные топоры, посудные осколки и древние очаги позволяют утверждать, что человек на острове впервые появился в доисторический период.

## Использование береговой зоны озера

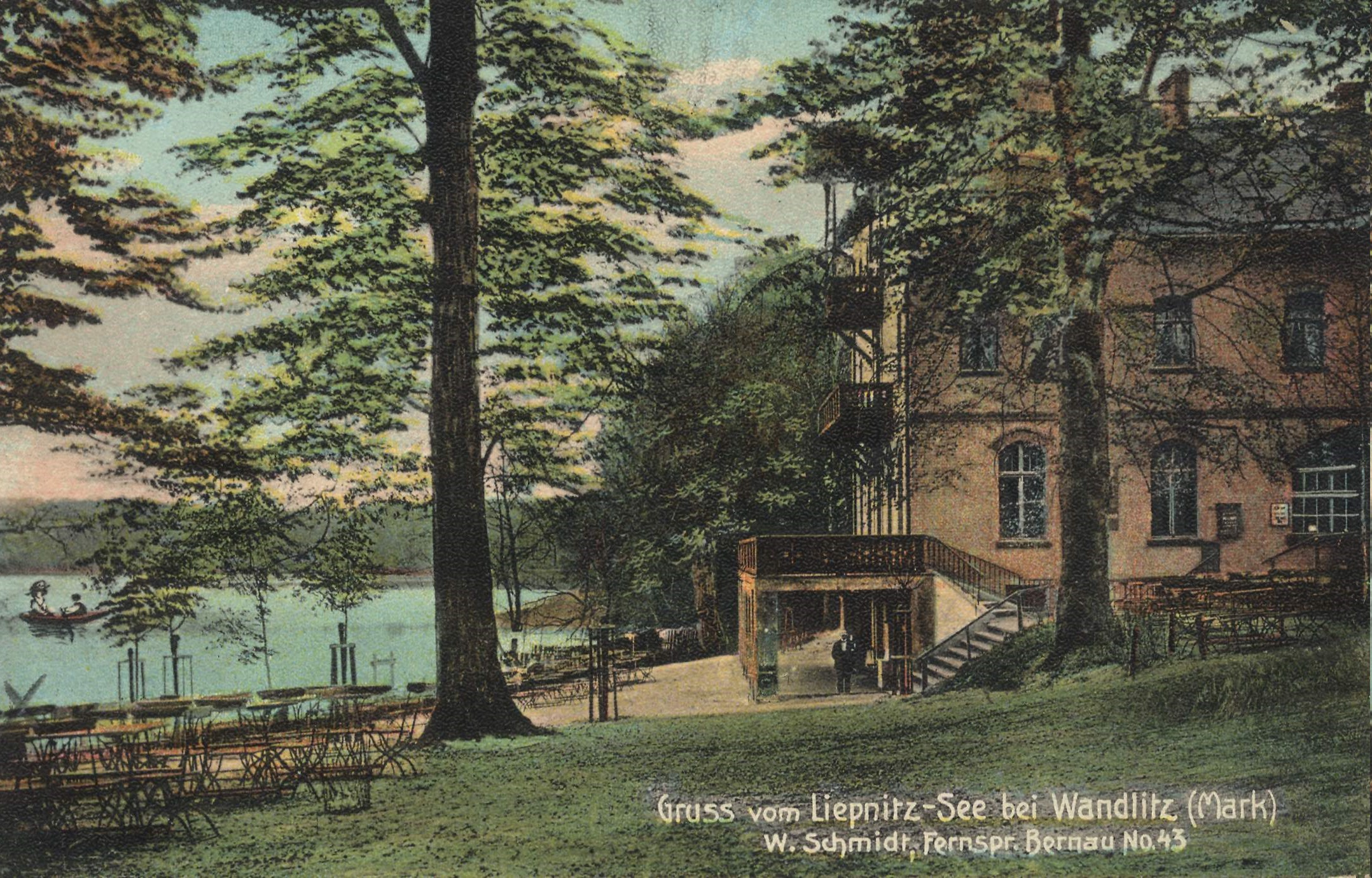
Дом лесничего у озера

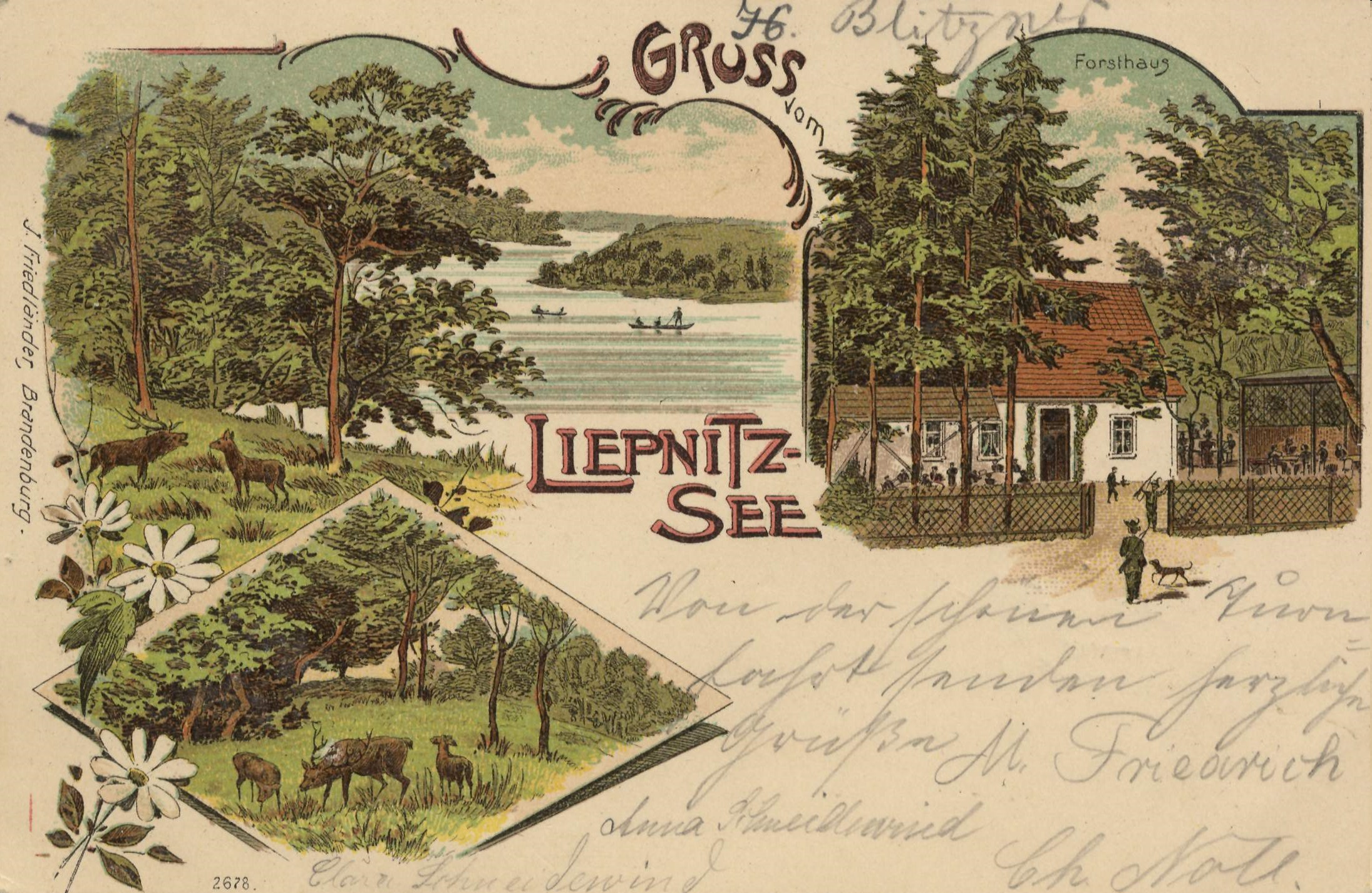
Гостиница у озера

В XIX веке на границе Липницзе и Бернауэрского леса был построен форстхауз — дом для лесничего. В 1910 году Вильгельм Шмидт приобрёл у государства лицензию на торговлю у озёрной бухты на юго-западе Липницзе и открыл здесь гостиницу. Туристы могли брать на прокат лодки, отдыхать в кегельбане и на солнечной террасе. Гостиница серьёзно пострадала во время оккупации Германии армией СССР во время Второй мировой войны. Военные покинули его в 1945 году. Спустя два года здание сгорело. Оставшийся фундамент был залит в 1960-х годах. В настоящее время природный ландшафт окончательно уничтожил следы бывшей гостиницы.
На противоположном северном берегу Липницзе находится пляжная зона со зданием с соломенной крышей. Во времена ГДР здесь отдыхали жители близлежащего элитного посёлка Вальдзидлунг, в том числе важные германские политики с семьями. С 1992 года здание стало общественной баней и было перестроено на 1500 человек. Оно используется спасателями и фирмой, предлагающей в аренду байдарки, вёсельные лодки и катамараны.
Во времена ГДР вода из Липницзе подавалась в Вальдзидлунг. Её качали с глубины в южной части озера, и по трубе, после фильтрации на насосной станции на склоне, она поступала в дома чиновников. После мирной революции насосная станция была закрыта, а в 2010 году её здание опечатали.

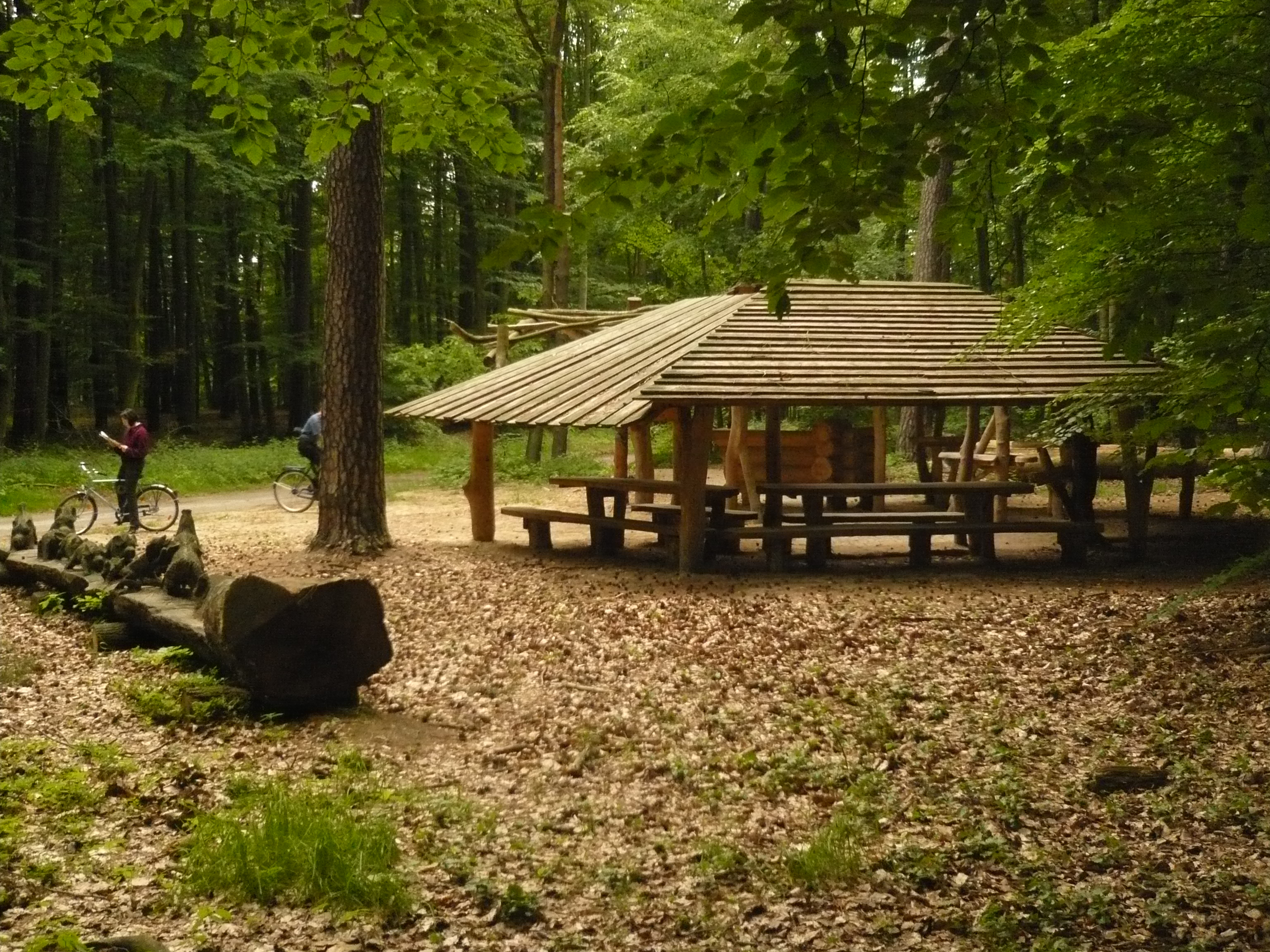
Беседка в лесу у озера

У упомянутой выше пешеходной и велосипедной дороге по холмам вокруг Липницзе, примерно в километре от Ицдорфа, в 2009 году была построена большая деревянная беседка со столом, скамейками и мангалами. В ней туристы устраивают пикники. Рядом с беседкой лежит длинный ствол дерева, поверх которого вырезана скульптурная композиция «Семья кабанов».
На востоке от озера у деревни Ицдорф, которая входит в Ланке — район Вандлица, находятся гостиница «Домик охотника» и молодёжная турбаза. На северо-западе той же деревни, между лесной дорогой и Липницзе на границе с озером Зехен разбит небольшой сад.
На северо-восточном берегу Липницзе расположен паромный терминал. Здесь с 1990 года находится частный кемпинг, который предлагает площадки для трейлеров и располагает парой комнат для отдыха на выходных. Площадь кемпинга составляет шесть гектаров. Он открыт с марта по октябрь. ADAC протестировал сервис и пляж кемпинга в 2010 году, после чего включил его в список кемпингов, рекомендованных государством.

## Другое
На дне Липницзе у деревни Ицдорф покоятся обломки нацистского истребителя, который разбился здесь в конце 1944 года. Пилот истребителя успел сбросить бомбы над лесом у побережья озера.